# Weinsberg (Berg)
Der Weinsberg ist mit 1041 m ü. A. die höchste Erhebung im nach ihm benannten Weinsberger Wald, der im Grenzgebiet zwischen Waldviertel (Niederösterreich) und Mühlviertel (Oberösterreich) liegt.
Nach ihm ist auch der Weinsberger Granit benannt.
Bereits 1388 wurde eine Burg auf dem Weinsberg als Burgstall erwähnt. Reste von Mauern sind teilweise noch beim Plateau sichtbar.
Von der Weinsbergwiese an der Landesstraße Nr. 82 nordöstlich des Weinsbergs führt ein durch mehrere Wegweiser gekennzeichneter Steig in etwa 10 Minuten Gehzeit zum kleinen Gipfelplateau hinauf.